# Operacja belgradzka
Operacja belgradzka lub belgradzka strategiczna operacja ofensywna (srb. Београдска операција/Beogradska operacija; ros. Белградская стратегическая наступательная операция) – operacja wojskowa przeprowadzona w czasie II wojny światowej na terytorium Jugosławii, w ramach której stolica tego państwa, Belgrad, została wyzwolona spod niemieckiej okupacji dzięki wspólnym wysiłkom radzieckiej Armii Czerwonej, partyzantów jugosłowiańskich i Armii Bułgarskiej. Siły radzieckie i lokalne oddziały partyzanckie rozpoczęły oddzielne, ale luźno koordynowane ze sobą działania, które stopniowo podważyły niemiecką kontrolę nad Belgradem i ostatecznie zmusiły okupanta do odwrotu. Plany wojenne były koordynowane równolegle na każdym szczeblu dowodzenia, a operacja była możliwa w dużej mierze dzięki taktycznej współpracy Josipa Broza Tito i Józefa Stalina, która rozpoczęła się we wrześniu 1944 roku. Zawarte pomiędzy nimi umowy wojenne pozwoliły również siłom bułgarskim na udział w operacjach na całym terytorium Jugosławii, co przyczyniło się do sukcesu wojskowego, jednocześnie zwiększając tarcia dyplomatyczne.
Główne cele operacji belgradzkiej koncentrowały się na wyparciu wojsk niemieckiego Wehrmachtu z Serbii, przejęciu Belgradu jako strategicznej pozycji na Bałkanach i zerwaniu niemieckich linii komunikacyjnych pomiędzy Grecją a Węgrami. Główne uderzenie w ramach ofensywy belgradzkiej zostało wykonane przez radziecki 3 Front Ukraiński we współpracy z jugosłowiańskim 1 Korpusem Armijnym. Jednocześnie realizowane działania na południu obejmowały bułgarską 2 Armię i jugosłowiański XIII Korpus Armijny, a wtargnięcie 2 Frontu Ukraińskiego w kierunku północnym z granicy jugosłowiańsko-bułgarskiej wywarło dodatkową presję na niemieckie dowództwo. W Macedonii miały miejsce sporadyczne dodatkowe potyczki pomiędzy siłami bułgarskimi, a niemieckimi pułkami antypartyzanckimi, które były zarazem najbardziej wysuniętymi na południe działaniami bojowymi kampanii belgradzkiej.

## Tło sytuacyjne

### Rozwój sytuacji w Jugosławii
Po upadku powstania w Serbii w listopadzie 1941 r. aktywność przeciwko wojskom Osi w Serbii znacznie spadła, a skupienie oporu przeniosło się na inne, mniej zaludnione obszary. W konsekwencji, chociaż Serbia miała wielkie znaczenie dla Niemców, to pozostało tam bardzo niewielu żołnierzy sił okupacyjnych; według Schmidera tylko około 10 000 w czerwcu 1944 roku. W kolejnych latach Tito wielokrotnie próbował wzmocnić siły partyzanckie w Serbii za pomocą doświadczonych jednostek z Bośni i Czarnogóry. Od wiosny 1944 r. dowództwo alianckie wspierało te wysiłki. Niemcy aktywnie sprzeciwiali się tym dążeniom, koncentrując siły w przygranicznych regionach Bośni i Czarnogóry, aby zakłócać koncentrację partyzantów, zadawać straty jednostkom partyzanckim i odpychać je zmasowanymi seriami ataków.
W sierpniu 1943 r. niemiecki Wehrmacht miał na Bałkanach dwie formacje wojskowe: Grupę Armii E w Grecji oraz 2 Armię Pancerną rozmieszczoną w Jugosławii i Albanii. Dowództwo Grupy Armii F gen. Maximiliana von Weichsa w Belgradzie działało jako połączone, zwierzchnie dowództwo nad tymi formacjami, a także wojskami bułgarskimi i kolaboracyjnymi formacjami serbskimi.
W lipcu 1944 r. niemiecka obrona na Bałkanach zaczęła zawodzić. Po nieudanej antypartyzanckiej operacji Draufgänger przeprowadzonej na pograniczu Czarnogóry, Serbii i Albanii, trzem dywizjom Narodowej Armii Wyzwolenia Jugosławii (NOVJ) udało się przekroczyć rzekę Ibar na wschód i zagrozić głównym liniom kolejowym w rejonie. Z kolei po nieudanej operacji Rübezahl w Czarnogórze w sierpniu 1944 r. dwie dodatkowe dywizje NOVJ przedarły się przez niemiecką blokadę i skutecznie okopały się w zachodniej Serbii. Dowództwo Grupy Armii F zareagowało rozmieszczeniem dodatkowych sił: 1 Dywizja Strzelców Górskich przybyła do Serbii na początku sierpnia, a następnie 4 Dywizja Grenadierów Pancernych SS „Polizei” została przeniesiona z rejonu Salonik.

Latem 1944 r. Niemcy nie tylko utracili kontrolę praktycznie nad wszystkimi górzystymi obszarami Jugosławii, ale nie byli już w stanie ochronić swoich podstawowych linii komunikacyjnych. Kolejna generalna ofensywa na ich froncie była nie do pomyślenia, a do września stało się jasne, że Belgrad i cała Serbia wkrótce będą od nich wolne. Te letnie miesiące były najlepsze, jakie ruch partyzancki kiedykolwiek widział; było więcej rekrutów, niż można było uzbroić lub wyszkolić, dezercje wroga stawały się coraz liczniejsze; jeden po drugim cele ruchu oporu zostały osiągnięte i zdobyte – Basil Davidson

Rozwój sytuacji politycznej i wojskowej w Rumunii pod koniec sierpnia 1944 r. spowodował, że dowództwo Grupy Armii F stanęło przed koniecznością natychmiastowej koncentracji wojsk i broni na dużą skalę w Serbii, aby poradzić sobie z zagrożeniem ze wschodu. Dowództwo alianckie i najwyższe dowództwo NOVJ przewidziały ten scenariusz i opracowały plan na tę okazję. 1 września 1944 r. rozpoczął się generalny atak z ziemi i powietrza na niemieckie linie zaopatrzeniowe i infrastrukturę (operacja Ratweek). Ataki te w znacznym stopniu utrudniły przemieszczanie się wojsk niemieckich, a wiele jednostek zostało pozbawionych środków transportu i uziemionych.
W międzyczasie 1 Korpus Proletariacki, główna formacja partyzancka w Serbii, kontynuował wzmacnianie i rozwijanie swoich sił oraz zajmowanie pozycji wyjściowych do ataku na Belgrad. 18 września zdobył Valjevo, a 20 września Aranđelovac. Partyzanci przejęli kontrolę nad dużym obszarem na południe i południowy zachód od Belgradu, tworząc podstawę do przyszłego uderzenia na stolicę Jugosławii.
W odpowiedzi na klęskę sił niemieckich w operacji jasko-kiszyniowskiej pod koniec sierpnia 1944 r., która zmusiła Bułgarię i Rumunię do przejścia na stronę aliantów i do wejścia Armii Czerwonej na Bałkany, Berlin nakazał Grupie Armii E wycofanie się na Węgry. Lecz połączone działania partyzantów jugosłowiańskich i alianckich sił powietrznych utrudniły niemieckie ruchy. Z Armią Czerwoną stojącą już na granicach Serbii, Wehrmacht utworzył kolejną formację tymczasową z dostępnych elementów Grupy Armii E i 2 Armii Pancernej do obrony Serbii, zwaną „Grupą Armii Serbia” (niem. Armeeabteilung Serbien).

### Rozwój sytuacji w regionie
W wyniku bułgarskiego zamachu stanu w 1944 r. reżim monarchistyczno-faszystowski w Bułgarii został obalony i zastąpiony przez rząd Frontu Ojczyźnianego pod przewodnictwem Kimona Georgiewa, który wypowiedział wojnę Niemcom. W ramach nowego proradzieckiego rządu zmobilizowano i zreorganizowano cztery bułgarskie armie o sile 455 000 osób. Na początku października 1944 r. trzy bułgarskie armie składające się z około 340 000 żołnierzy znajdowały się na granicy jugosłowiańsko-bułgarskiej.
Do końca września oddziały 3 Frontu Ukraińskiego Armii Czerwonej pod dowództwem marsz. Fiodora Tołbuchina skoncentrowały się na granicy bułgarsko-jugosłowiańskiej. Radziecka 57 Armia stacjonowała w rejonie Widynia, a 2 Armia bułgarska gen. Kiriła Stanczewa (pod dowództwem operacyjnym 3 Frontu Ukraińskiego) na południe od linii kolejowej Nisz na trójstyku granic Bułgarii, Jugosławii i Grecji. Umożliwiło to przybycie 1 Armii Partyzanckiej z terytorium Jugosławii, aby zapewnić wsparcie jej 13 i 14 Korpusowi w wyzwoleniu Niszu i towarzyszyć 57 Armii w marszu do Belgradu. 46 Armia 2 Frontu Ukraińskiego Armii Czerwonej została rozmieszczona w rejonie rzeki Teregova w Rumunii, gotowa przeciąć połączenie kolejowe między Belgradem, a Węgrami na północ od Vršaca.
Działania wstępne były koordynowane przez Sowietów i naczelnego wodza partyzantów jugosłowiańskich, marszałka Josipa Broza Tito. Tito przybył do kontrolowanej przez siły radzieckie Rumunii 21 września, a stamtąd poleciał do Moskwy, gdzie spotkał się z radzieckim premierem Józefem Stalinem. Spotkanie zakończyło się sukcesem, w szczególności dlatego, że obaj sojusznicy doszli do porozumienia w sprawie udziału wojsk bułgarskich w operacji, która miała być przeprowadzona na terytorium Jugosławii.

## Ofensywa
Przed rozpoczęciem operacji naziemnych radzieckiej 17 Armii Lotniczej nakazano powstrzymać odwrót wojsk niemieckich z Grecji i południowych regionów Jugosławii. W tym celu przeprowadziła ona ataki powietrzne na mosty kolejowe i inne ważne obiekty w rejonie Niszu, Skopje i Kruszewa, trwające od 15 do 21 września.

### Plan ofensywy

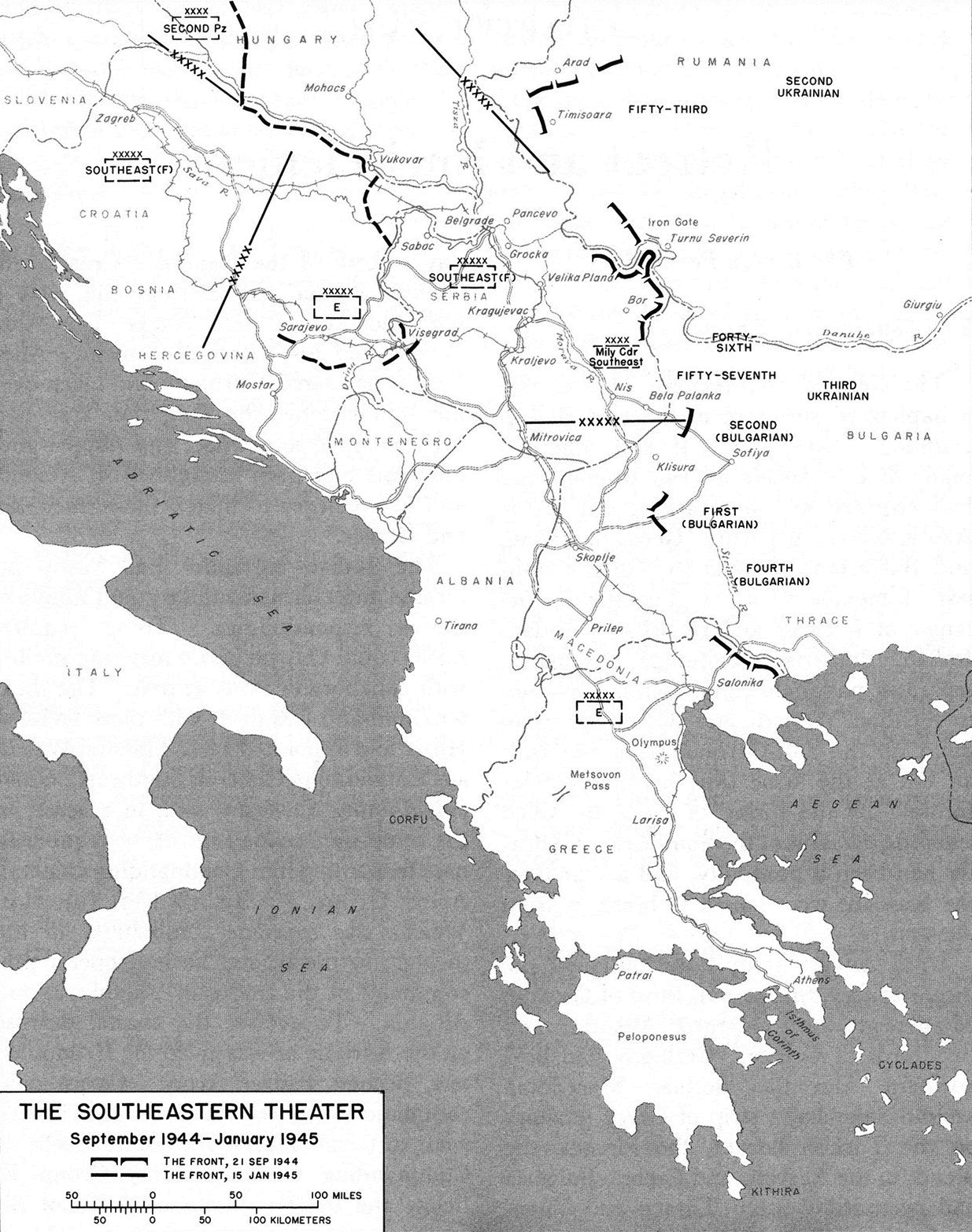
Mapa bałkańskiego teatru działań wojennych od września 1944 r. do stycznia 1945 r.

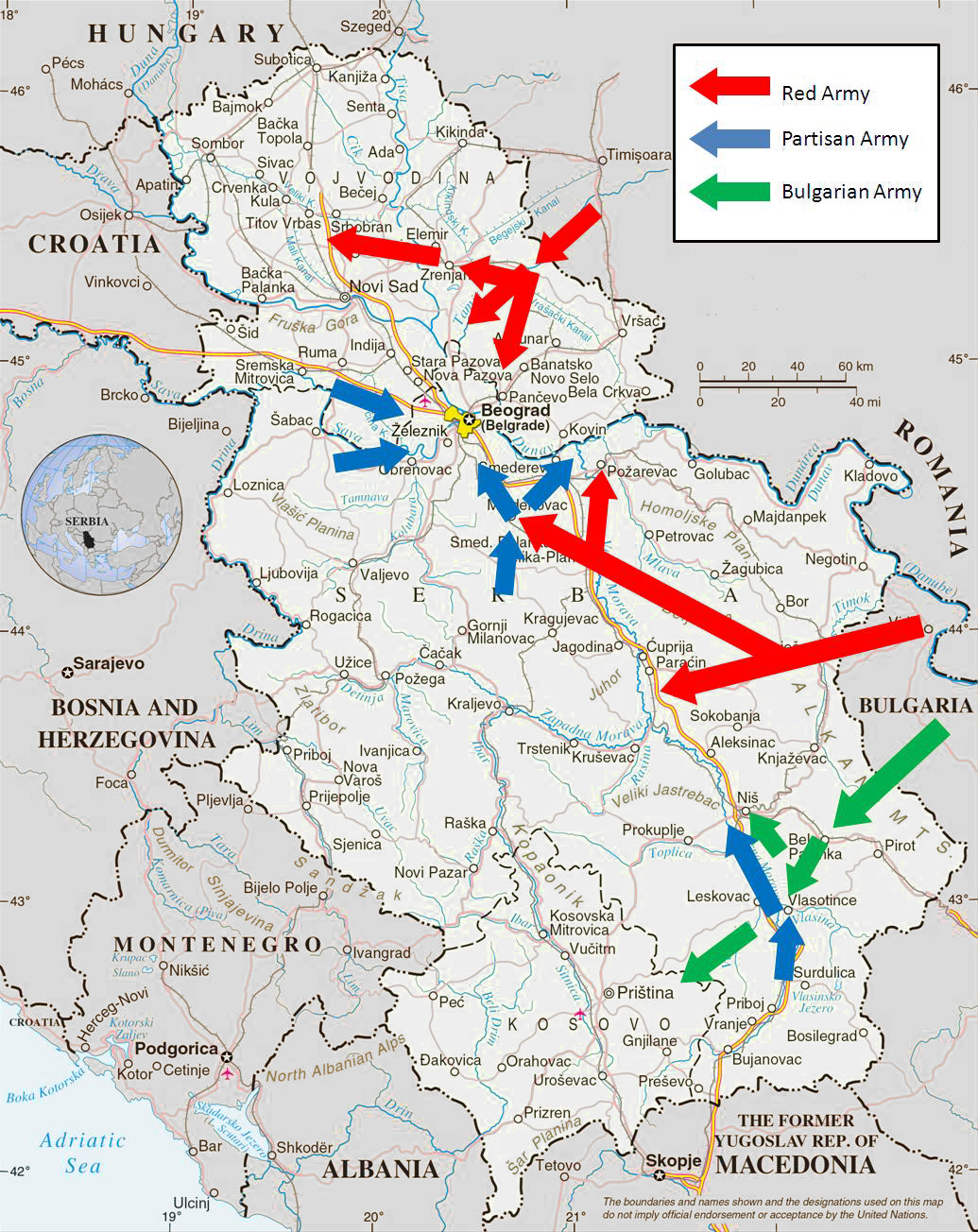
Schemat ofensywy

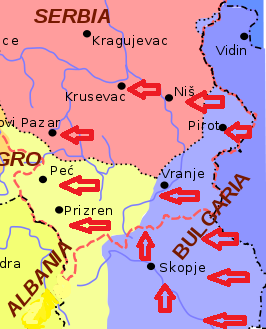
Mapa ofensywy wojsk bułgarskich w Jugosławii w październiku-listopadzie 1944 r. Ich głównym zadaniem było odwrócenie uwagi od radzieckiego natarcia w stronę Belgradu

Atakujące siły musiały przedrzeć się przez niemieckie pozycje obronne na granicy jugosłowiańsko-bułgarskiej, aby przejąć kontrolę nad drogami i przełęczami wiodącymi przez wschodnią Serbię, przedostać się do doliny Wielkiej Morawy i zabezpieczyć przyczółek na zachodnim brzegu. Zadanie to miało być wykonane głównie przez 57 Armię, a XIV Korpus Armii Jugosłowiańskiej otrzymał rozkaz współpracy i wsparcia ataku Armii Czerwonej za liniami niemieckimi.
Po pomyślnym zakończeniu pierwszego etapu planowano rozmieszczenie 4 Gwardyjskiego Korpusu Zmechanizowanego na przyczółku na zachodnim brzegu. Korpus ten ze swoimi czołgami, ciężką artylerią i imponującą siłą ognia dobrze komponował się z jugosłowiańskim 1 Korpusem Armijnym, który miał znaczną, skoncentrowaną siłę ludzką, ale był uzbrojony głównie w lekką broń piechoty. Po połączeniu te dwie formacje miały rozkaz przeprowadzenia głównego ataku na Belgrad od południa. Zaletami tego planu były możliwość szybkiego rozmieszczenia sił w krytycznym końcowym etapie ofensywy oraz możliwość odcięcia wojsk niemieckich we wschodniej Serbii od reszty ich sił.

### Pierwszy etap

#### Lokalna sytuacja
W styczniu 1944 r. partyzanckie jednostki operacyjne opuściły północną część wschodniej Serbii pod presją okupantów i formacji ich wspierających. W okolicy pozostały bułgarskie garnizony, niektóre niemieckie jednostki policyjne oraz serbskie oddziały kolaboracyjne, wszystkie pod dowództwem niemieckim, a także czetnicy, w większości związani z Niemcami lokalnymi porozumieniami o wzajemnym nieatakowaniu się. Siły partyzanckie składające się z 23 i 25 Dywizji NOVJ powróciły do centralnych obszarów wschodniej Serbii w lipcu i sierpniu 1944 r., tworząc wolne terytorium z prowizorycznym lotniskiem polowym w Sokobanji, zapewniając w ten sposób zarówno stały przypływ broni i amunicji drogą powietrzną, jak i umożliwiając ewakuację rannych. Po przewrocie w Rumunii znaczenie północno-wschodniej Serbii wzrosło dla obu stron. We wzajemnym wyścigu partyzanci byli jednak lepiej przygotowani i szybsi. 23 Dywizja, w zaciętej bitwie z batalionami Policji Porządkowej i siłami pomocniczymi, zajęła Zaječar 7 września, a 12 września wkroczyła do Negotinu, podczas gdy 25 Dywizja bezskutecznie atakowała Donji Milanovac w tym samym czasie. Do jednostek dołączali ochotnicy w dużej liczbie, stale zwiększając ich siłę pomimo ponoszonych strat. 3 września została utworzona nowa 45 Dywizja Serbska, a 6 września dowództwo 14 Korpusu zostało ustanowione najwyższym dowództwem sił jugosłowiańskich w obszarze operacji.
Niemcy interweniowali siłami 1 Dywizji Strzelców Górskich, docierając do Zaječaru 9 września. W następnym tygodniu partyzanci przeprowadzili serię kontrataków, próbując nie dopuścić Niemców do brzegów Dunaju w Negotinie. 16 września, kiedy siły Armii Czerwonej nie przeszły z Rumunii do Serbii zgodnie z oczekiwaniami, 14 Korpus postanowił porzucić obronę Dunaju i skupić się na atakowaniu niemieckich kolumn, manewrując w innych miejscach.
12 września niedaleko Negotinu delegacja NOVJ pod dowództwem płk. Ljubodraga Đuricia przepłynęła Dunaj na stronę rumuńską i nawiązała kontakt z 74 Dywizją Strzelecką Armii Czerwonej. Delegacji towarzyszył na terytorium Rumunii 1. batalion 9 Brygady Serbskiej; 1. batalion będzie następnie walczył ze 109 Pułkiem 74 Dywizji Strzeleckiej aż do 7 października.
W sierpniu 1944 r. dowódca Grupy Armii F Maximilian von Weichs zarządził koncentrację swoich mobilnych sił w Serbii w celu zwalczania partyzantów. Obejmowały one: 4 Dywizję Policji SS, 1 Dywizję Strzelców Górskich, 92 Pułk Zmotoryzowany, 4 Pułk Brandenburg, 191 Brygadę Szturmową i 486 Pancerny Oddział Rozpoznawczy. Aby przeciwdziałać antyniemieckim przewrotom w Rumunii i Bułgarii, nakazał on 11 Dywizji Polowej Luftwaffe, 22 Dywizji Piechoty, 117 i 104 Dywizji Strzelców oraz 18 Pułkowi Policji Górskiej SS, aby przeszły do Macedonii.
1 Dywizja Strzelców Górskich została wycofana z działań przeciwko partyzantom w Czarnogórze i przetransportowana w rejon Niszu. 6 września przeszła pod dowództwo gen. Hansa Felbera, którego zadaniem było ustanowienie kontroli na granicy bułgarskiej. Do połowy września dywizja odzyskała kontrolę nad Zaječarem i dotarła do Dunaju, w miejscu, gdzie spodziewany był główny atak. 7 Ochotnicza Dywizja Górska SS „Prinz Eugen” pod zwierzchnictwem 2 Armii Pancernej zaatakowała jednostki partyzanckie przenoszące się do Serbii ze wschodniej Bośni i Sandżaku. Dywizja ta została podporządkowana gen. Felberowi 21 września z zamiarem rozpoczęcia ofensywy przeciwko partyzantom w zachodniej Serbii. Jednak z powodu pogarszającej się sytuacji na wschodniej granicy ofensywa została odwołana. Od końca września dywizję przeniesiono do południowo-wschodniej Serbii, aby strzegła południowej części linii frontu serbskiego między Zaječarem i Vranjem. Umożliwiło to 1 Dywizji Strzelców Górskich skoncentrowanie się na północy, w obszarze między Zaječarem i Żelazną Bramą. 1 Dywizja Strzelców Górskich została wzmocniona przez 92 Pułk Zmotoryzowany, 2 Pułk Brandenburg i 18 Pułk Policji Górskiej SS. Obie dywizje wchłonęły żołnierzy z oddziałów niemieckich wycofanych z Rumunii i Bułgarii, a także z formacji lokalnych. 22 września 1 Dywizja Strzelców Górskich przeprowadziła atak na lewym brzegu Dunaju w celu przejęcia kontroli nad Żelazną Bramą, ale plan się nie powiódł, gdy 75 Korpus Armii Czerwonej, idąc w przeciwnym kierunku, rozpoczął atak na podziale.

#### Atak 57 Armii
Po operacji jasko-kiszyniowskiej przed Armią Czerwoną otworzył się szeroki i głęboki obszar możliwej penetracji. To zapoczątkowało wyścig pomiędzy Sowietami i Niemcami do „Niebieskiej linii”, zamierzonej linii frontu biegnącej od południowych stoków Karpat przez Żelazną Bramę aż do granicy jugosłowiańsko-bułgarskiej. Do końca września 2 i 3 Front Ukraiński zdołały rozmieścić na linii około 19 dywizji strzeleckich z jednostkami wspierającymi (w porównaniu z 91 dywizjami w operacji jasko-kiszyniowskiej) . Z drugiej strony Grupa Armii F napotkała znacznie większe problemy z koncentracją sił. Rozległy teren ze słabymi i zniszczonymi drogami, niepewność co do lokalnych sił oraz trudności logistyczne rozproszyły grupy niemieckie i spowolniły ich postęp. W rezultacie Armia Czerwona osiągnęła znaczną przewagę liczebną na Niebieskiej Linii do końca września. Biorąc pod uwagę ten fakt i perspektywę współpracy z NOVJ, ofensywa mogła zostać rozpoczęta.
Pierwszymi, którzy dotarli do obszaru Żelaznych Bram, były elementy rozpoznawcze 75 Korpusu Strzeleckiego. 12 września jego żołnierze nawiązali kontakt z partyzantami po drugiej stronie Dunaju. Jednak w następnych dniach Niemcom udało się wypchnąć Jugosłowian z brzegu rzeki i przeprowadzić ograniczony atak na elementy Armii Czerwonej za Dunajem. Zgodnie z ogólnym planem 75 Korpus miał zostać włączony do składu 57 Armii podczas ataku na południe od Dunaju, a ukończenie transferu 57 Armii do rejonu Widynia nie było spodziewane przed 30 września. Mając płynną sytuację po jugosłowiańskiej stronie Żelaznych Bram i niemiecki atak na Dunaj, 75 Korpus rozpoczął atak wcześniej, przekraczając Dunaj 22 września. Po początkowym sukcesie, w następnych dniach niemiecka 1 Dywizja Strzelców Górskich podjęła energiczny kontratak, spychając Sowietów z powrotem na rumuński brzeg Dunaju. Z tego powodu w dniach 27 i 28 września rozpoczęto atak 57 Armii, z żołnierzami sprowadzonymi pod osłoną nocy. Dywizje 68 i 64 Korpusu Strzeleckiego zostały wprowadzone na obszar od Negotinu do Zaječara.
Jednoczesny atak trzech korpusów armijnych pozwolił Armii Czerwonej zdobyć przewagę na linii frontu i posunąć się naprzód pomimo twardej obrony niemieckiej. 30 września Negotin został zajęty przez Sowietów, a ciężkie walki wybuchły w Zaječarze.
Dowództwo Grupy Armii F w Belgradzie starało się jak najszybciej sprowadzić więcej jednostek. Naczelny dowódca Maksymilian von Weichs nakazał natychmiastowe przetransportowanie 104 Dywizji Strzelców, gdy tylko transport 117 Dywizji Strzelców zostanie zakończony. Jednak transport z południa był utrudniony przez operacje partyzanckie i ataki alianckiego lotnictwa. 117 Dywizja Strzelców weszła na pokład czterdziestu czterech pociągów w Atenach 19 września, lecz tylko siedemnaście z nich dotarło do Belgradu do 8 października. 104 Dywizja Strzelców pozostała zablokowana w Macedonii. Z powodu braku żołnierzy na linii frontu, 29 września dowództwo Grupy Armii F nakazało kontratak 1 Dywizji Strzelców Górskich i 92 Brygady Zmotoryzowanej, próbując zyskać nieco na czasie. Pułk Szturmowy Rodos został przetransportowany samolotami do Belgradu bez ciężkiej broni, ale transport powietrzny nie mógł zaspokoić potrzeb armii.
Atak na siły niemieckie przez trzy radzieckie korpusy strzeleckie, wspierany przez 14 Korpus NOVJ, rozciągnięty pomiędzy Donjim Milanovacem i Zaječarem, stopniowo postępował, pomimo silnego oporu. Ofensywa rozbiła się na szereg potyczek o punkty umocnione w miastach oraz na rozdrożach i przełęczach, a Niemcy zmuszeni byli stopniowo się wycofywać. 14 Korpus NOVJ przejął kontrolę nad komunikacją za linią frontu, a dowódca 57 Armii wysłał swojego szefa sztabu, generała Wierchołowicza, do kwatery głównej 14 Korpusu, aby skoordynować działania z Jugosłowianami. 1 października, po zaciętej bitwie, 223 Dywizja Strzelecka 68 Korpusu zajęła ważne skrzyżowanie w wiosce Rgotina, 10 km na północ od Zaječaru. Kolejne ważne skrzyżowanie w Štubiku zostało zdobyte 2 października po zaciętej bitwie. 3 października elementy 223 Dywizji oraz 7 i 9 Brygada Serbska 23 Dywizji NOVJ wyzwolili Bor, miasto ważne z powodu dużej kopalni miedzi. W Borze 7 i 9 Brygada uwolniły około 1700 robotników przymusowych, głównie Żydów z Węgier.
W wyniku udanych ataków do 4 października siły niemieckie przed radziecką 57 Armią zostały podzielone na trzy grupy bojowe, które nie miały ze sobą kontaktu. Grupa bojowa Grotha utrzymująca Zaječar była najbardziej wysuniętą na południe, grupa bojowa Fishera zajmowała pozycje pośrodku, a grupa bojowa Stettnera (nazwana od dowódcy 1 Dywizji Strzelców Górskich) utrzymywała tereny w górach dalej na północ. Kontrolując kluczowe skrzyżowania w rejonie, radzieckie dowództwo postanowiło odroczyć decydujący atak na niemieckie grupy bojowe i wykorzystać otwarte drogi celem głębszej penetracji za pomocą sił mobilnych. 7 października 5 Brygada Strzelców Zmotoryzowanych, wzmocniona samobieżnym pułkiem artyleryjskim i pułkiem przeciwpancernym, przemaszerowała od Negotina nad Rgotiną i Žagubicą do Svilajnacu. W ciągu 24 godzin brygada wykonała manewr marszowy o długości 120 km, docierając do doliny Wielkiej Morawy 8 października i pozostawiając siły na niemieckiej linii frontu daleko w tyle. Następnego dnia, 9 października, 93 Dywizja Strzelców wdarła się do doliny Wielkiej Morawy przez Petrovac. Dowódca dywizji utworzył specjalną grupę zadaniową pod dowództwem kapitana Liskowa, aby przejąć jedyny 30-tonowy most nad rzeką w pobliżu wioski Donja Livadica. Grupa kapitana Liskowa zneutralizowała niemieckich wartowników i uniemożliwiła im wysadzenie mostu, który miał ogromne znaczenie dla dalszego przebiegu ofensywy. 10 października 93 Dywizja Strzelecka i 5 Brygada Zmotoryzowana zabezpieczyły przyczółek na zachodnim brzegu Wielkiej Morawy.
7 października 64 Korpusowi Strzeleckiemu wraz z elementami 45 Dywizji NOVJ w końcu udało się przełamać niezłomny opór grupy bojowej Grotha i zająć Zaječar. Jednocześnie dzięki wielkim wysiłkom jednostek inżynieryjnych transport 4 Gwardyjskiego Korpusu Zmechanizowanego dotarł do rejonu Widynia. 9 października Korpus przeszedł przez Zaječar, kierując się na most nad Wielką Morawą. Po przekroczeniu rzeki, 12 października, w rejonie Natalinci, 12 km na wschód od Topoli, Korpus spotkał się z 4 Brygadą 21 Dywizji Serbskiej. 4 Gwardyjski Korpus Zmechanizowany ze swoimi 160 czołgami, 21 działami samobieżnymi, 31 samochodami pancernymi oraz 366 moździerzami miał imponującą siłę ognia. Wraz z jugosłowiańskim 1 Korpusem Proletariackim skoncentrowanym na tym obszarze stanowił on główną siłę przeznaczoną do bezpośredniego ataku na Belgrad. Wraz ze zrealizowaniem koncentracji sił na obszarze na zachód od Wielkiej Morawy pierwsza faza ofensywy została pomyślnie zakończona.

### Drugi etap

#### Niemieckie przeciwdziałania

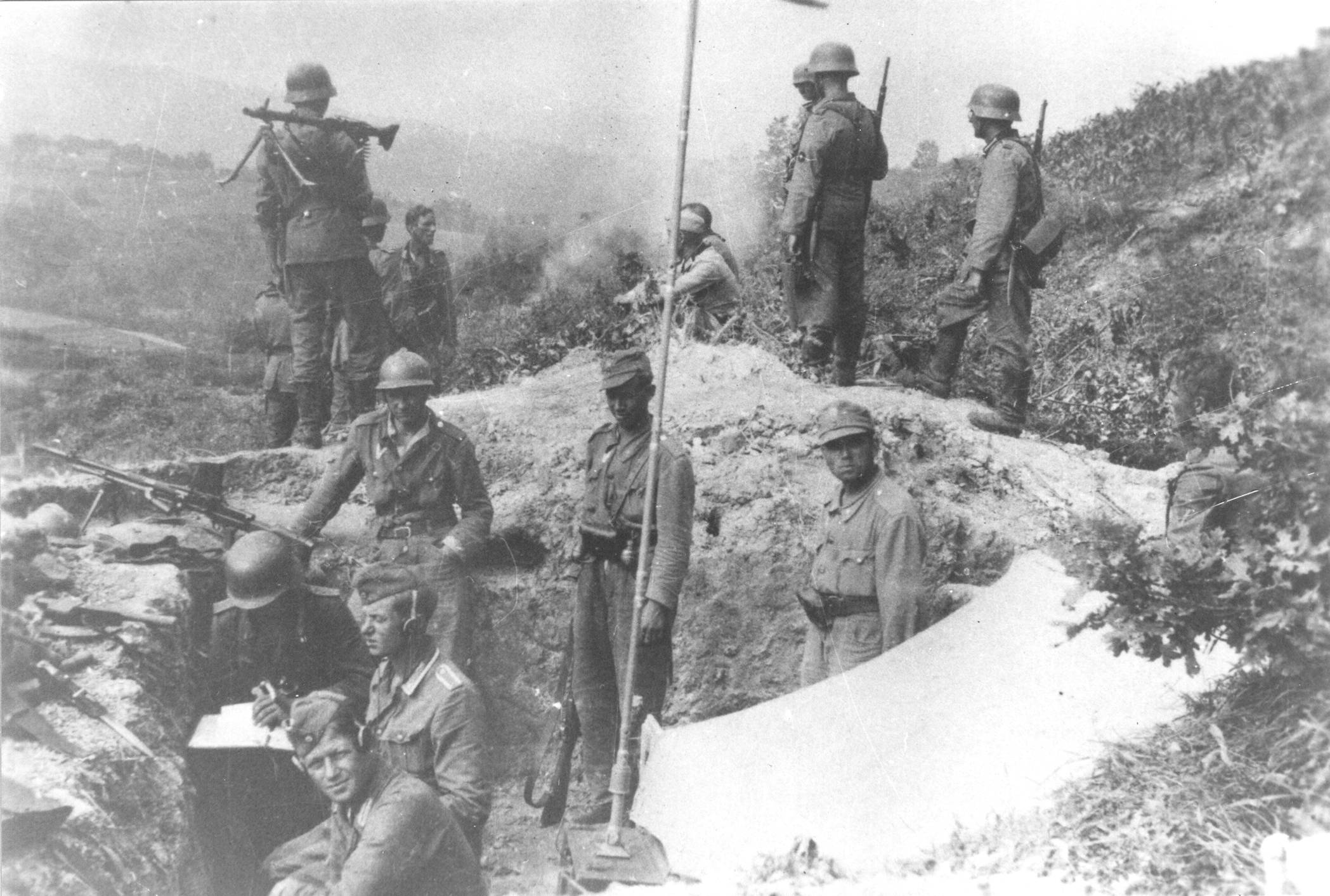
Wojska niemieckie na pozycjach obronnych pod Belgradem. Zwraca uwagę, że jeden z żołnierzy nosi francuski hełm Adrian M1915, a za uzbrojenie służy mu czechosłowacki karabin maszynowy ZB vz. 26

2 października niemiecka struktura dowodzenia została zreorganizowana, a gen. Friedrich-Wilhelm Müller, były dowódca sił niemieckich na Krecie, wznowił dowodzenie nad linią frontu na południe od Dunaju. Jego kwatera główna Korpusu znajdowała się w Kraljevie. Gen. Wilhelm Schneckenburger zachował dowództwo nad siłami na północ od Dunaju i miał za zadanie natychmiastowe zorganizowanie obrony Belgradu. Oba dowództwa korpusów zostały podporządkowane dowództwu Grupy Armii Serbia pod zwierzchnictwem naczelnego dowódcy Grupy Armii F, gen. Felbera. Gdy Belgrad stał się areną bezpośrednich walk, 5 października kwatera główna Grupy Armii F została przeniesiona do Vukovaru. Felber i Schneckenburger pozostali jednak w Belgradzie.
10 października dowództwo Grupy Armii F potwierdziło, że Armia Czerwona uczyniła znaczny wyłom w linii frontu i przedostała się przez dolinę Wielkiej Morawy. Te siły radzieckie zagroziły rozpoczęciem bezpośredniego ataku na Belgrad, odcinając 1 Dywizję Strzelców Górskich, wciąż tkwiącą w boju we wschodniej Serbii i atakując ją od tyłu. Dowództwo niemieckie wyraziło swoją determinację do zamknięcia wyłomu kontratakiem, ale brakowało żołnierzy do takiego przedsięwzięcia. Ponieważ ostatecznie przekonano się o niemożności uzyskania wsparcia z południa, niemieckie dowództwo zostało zmuszone do poszukiwania większej liczby żołnierzy z 2 Armii Pancernej. Poprzednie rozmieszczenie sił na linii frontu w Serbii kosztowało już 2 Armię Pancerną utratę wielu ważnych miast, niektórych nieodwracalnie (Drvar, Gacko, Prijedor, Jajce, Donji Vakuf, Bugojno, Gornji Vakuf, Tuzla, Hvar, Brač, Pelješac, Berane, Nikšić, Bileća, Trebinje, Benkovac, Livno), a innych tymczasowo (Užice, Tešanj, Teslić, Slavonska Požega, Zvornik, Daruvar, Pakrac, Kolašin, Bijelo Polje, Banja Luka, Pljevlja, Virovitica, Višegrad i Travnik). Nowy plan obronny, wprowadzony w życie 10 października, pozwolił 2 Armii Pancernej na opuszczenie większości wybrzeża Adriatyku i utworzenie nowej linii obronnej od ujścia Zrmanji na wschód, opierając się o pasma górskie i ufortyfikowane miasta. Ta linia obrony miała zostać obsadzona trzema dywizjami chorwackimi (369, 373 i 392) oraz miała umożliwić Niemcom oderwanie dwóch dywizji (118 Strzelców i 264 Piechoty) do wykorzystania w krytycznie zagrożonych obszarach. Jednak z powodu porażki 369 Dywizji, tylko dwie silne grupy batalionowe 118 Dywizji zostały wysłane do Belgradu, podczas gdy 264 Dywizja została zaskoczona ofensywą jugosłowiańskiego 8 Korpusu i ostatecznie zniszczona w rejonie Kninu.

#### Działania na skrzydłach
Na dalekiej południowej flance frontu działania bojowe rozpoczęły się od ofensywy bułgarskiej 2 Armii w rejonie Leskovac–Nisz, która niemal natychmiast związała walką niesławną 7 Dywizję Górską SS „Prinz Eugen”. Dwa dni później, po spotkaniu z jugosłowiańskimi partyzantami, Bułgarzy i Jugosłowianie pokonali połączone siły Czetników oraz Serbskiej Straży Państwowej okupujące Vlasotince. Wykorzystując swoją Brygadę Pancerną jako grot ataku, armia bułgarska przełamała niemieckie pozycje 8 października w Belej Palance, osiągając Vlasotince dwa dni później. 12 października Brygada Pancerna, wspierana przez 15 Brygadę 47 Dywizji Partyzanckiej, była w stanie zająć Leskovac, a bułgarski batalion rozpoznawczy przekroczył Morawę i sondował w kierunku Niszu. Celem tych działań było nie tyle ściganie pozostałości dywizji „Prinz Eugen” wycofującej się na północny zachód, co umożliwienie bułgarskiej 2 Armii rozpoczęcie operacji kosowskiej, która ostatecznie odcięłaby drogę na północ dla niemieckiej Grupy Armii E wycofującej się z Grecji.
17 października wiodące jednostki armii bułgarskiej dotarły do Kuršumlii i kontynuowały natarcie w stronę Kuršumlijskiej Banji. 5 listopada, po przejściu przełęczy Prepolac z dużymi stratami, Brygada zajęła Podujevo, ale nie mogła dotrzeć do Prisztiny aż do 21 dnia tego miesiąca.
Na północnej flance ofensywy 2 Front Ukraiński, wspierający 46 Armię, ruszył w celu oskrzydlenia Belgradu od północy, przecinając rzeki i linie kolejowe wzdłuż Cisy. Wspierany przez 5 Armię Lotniczą, 10 Gwardyjski Korpus Strzelecki był w stanie szybko wykonać przeprawę przez rzeki Temesz i Cisa na północ od Pančeva, aby zagrozić linii kolejowej Belgrad-Nowy Sad. Dalej na północ 31 Korpus Strzelecki Armii Czerwonej zbliżał się do Zrenjanina, a 37 Korpus Strzelecki przekroczył Cisę, aby zagrozić odcinkowi kolei między Nowym Sadem a Suboticą i przygotować się do planowanej strategicznej ofensywy na Budapeszt.

## Atak na Belgrad

### Podejście do Belgradu

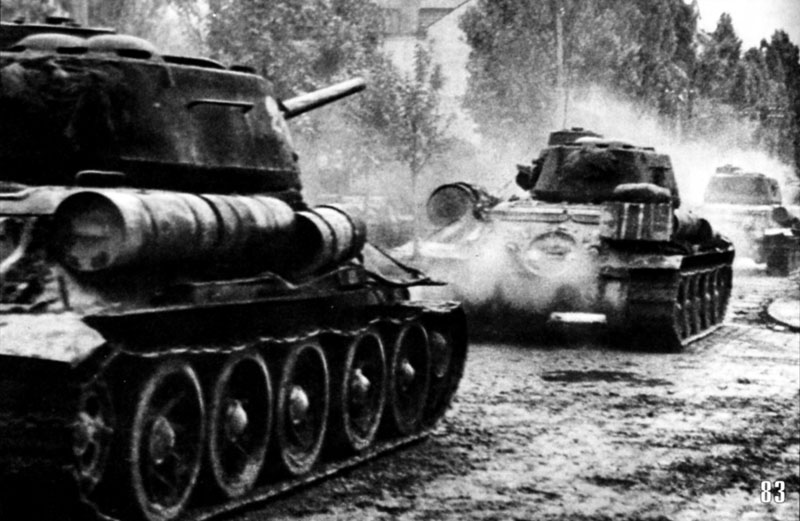
Czołgi 4 Gwardyjskiego Korpusu Pancernego w czasie ofensywy na Belgrad

12 października na całym obszarze między Kragujevaciem i Sawą, z wyjątkiem Belgradu, Niemcy posiadali tylko samotne warownie w Šabacu, Obrenovacu, Topoli i Mladenovacu, podczas gdy obszary pomiędzy nimi były pod kontrolą partyzantów. Po zajęciu Valjeva 12 Korpus i 6 Dywizji Lika oraz rozproszone oddziały Czetników odepchnęły niemiecką grupę bojową von Jungenfelda na południe od Šabacu i wkroczyły na obszar pomiędzy Belgradem a Obrenovacem. Oddziały Czetników, które wycofały się do Belgradu, zostały przetransportowane przez Niemców do Kraljeva w dniach 3–5 października. 1 i 5 Dywizja Krajina utrzymywały Topolę i Mladenovac pod presją, w toku operacji wzmocnione przez 21 Dywizję, która wkroczyła z południa.
Tego dnia cały 4 Gwardyjski Korpus Zmechanizowany skoncentrował się na zachód od Topoli. Niemcy utworzyli dwie grupy bojowe w celu obrony przed atakiem mającym zmusić ich do odwrotu za Wielką Morawę. Kontratak południowej grupy bojowej z Kragujevaca został łatwo zablokowany, a północną grupą bojową zajął się 4 Korpus, nie zatrzymując natarcia w kierunku Belgradu. Główny kierunek ataku, wzdłuż linii pomiędzy Topolą a Belgradem, został powierzony 36 Brygadzie Pancernej, 13 i 14 Gwardyjskiej Zmechanizowanej Brygadzie Armii Czerwonej oraz 1, 5 i 21 Dywizji NOVJ. Zadanie penetracji linii w dodatkowym kierunku, na prawej flance, w kierunku Dunaju i Smedereva, powierzono 15 Gwardyjskiej Brygadzie Zmechanizowanej, wzmocnionej przez 5 Samodzielną Brygadę Zmechanizowaną i dwa pułki artylerii oraz 1 Brygadzie 5 Dywizji NOVJ.
Ostatnie natarcie w kierunku Belgradu rozpoczęło się 12 października. Pomocniczy atak z prawej flanki na 15 Gwardyjską Brygadę Zmechanizowaną i 1 Brygadę 5 Dywizji pozwolił partyzantom dotrzeć do Dunaju w pobliżu Bolecia późnym wieczorem 13 października, po szarży przez pozycje niemieckie. Po tym sukcesie siły niemieckie zostały podzielone na dwie osobne grupy: garnizon Belgradu na zachodzie i grupę bojową wycofującą się ze wschodniej Serbii, która znajdowała się wówczas w rejonie Smedereva. Ta ostatnia, składająca się z resztek 1 Dywizji Strzelców Górskich, 2 Pułku Brandenburg i elementów innych jednostek pod dowództwem gen. Waltera Stettnera, została odcięta od wszystkich innych jednostek niemieckich i spotkała ją zagłada. Wysiłki tej grupy mające na celu przebicie się i nawiązanie łączności z garnizonem w Belgradzie doprowadziły do zaciętych walk. W następnych dniach 21 i 23 Dywizja NOVJ zostały rozmieszczone w celu wzmocnienia pozycji i uniemożliwienia Niemcom ponownego połączenia sił.
36 Brygada Pancerna poprowadziła atak na głównym kierunku. Z 4. batalionem 4 Brygady Serbskiej na pancerzach czołgów 36 Brygada skierowała się w stronę Topoli. Elementy 5 Dywizji NOVJ (10 Brygada Krajina) zaatakowały garnizon Topola od zachodu, gdy nagle ze wschodu przybyły czołgi 36 Brygady Pancernej. Po krótkim, ale intensywnym ostrzale artyleryjskim niemiecki garnizon został podjęty wspólnym atakiem jugosłowiańsko-radzieckim. 36 Brygada Pancerna bezzwłocznie ruszyła na północ, a 9 km na północ od Topoli napotkała niemiecki batalion z działem maszerujący w przeciwnym kierunku. Po krótkim, ale zaciętym starciu, z poważnymi stratami po obu stronach, 36 Brygada Pancerna pokonała Niemców w ruchu i ruszyła na północ. Przed 12 października, przy pomocy 3 i 4 Brygady Krajiny NOVJ, 36 Brygada Pancerna pokonała również garnizon w Mladenovacu, ostatniej ważnej przeszkodzie przed Belgradem, w sposób podobny do akcji w Topoli. Po oczyszczeniu Mladenovaca droga do Belgradu stanęła przed atakującymi otworem.

### Na ulicach Belgradu

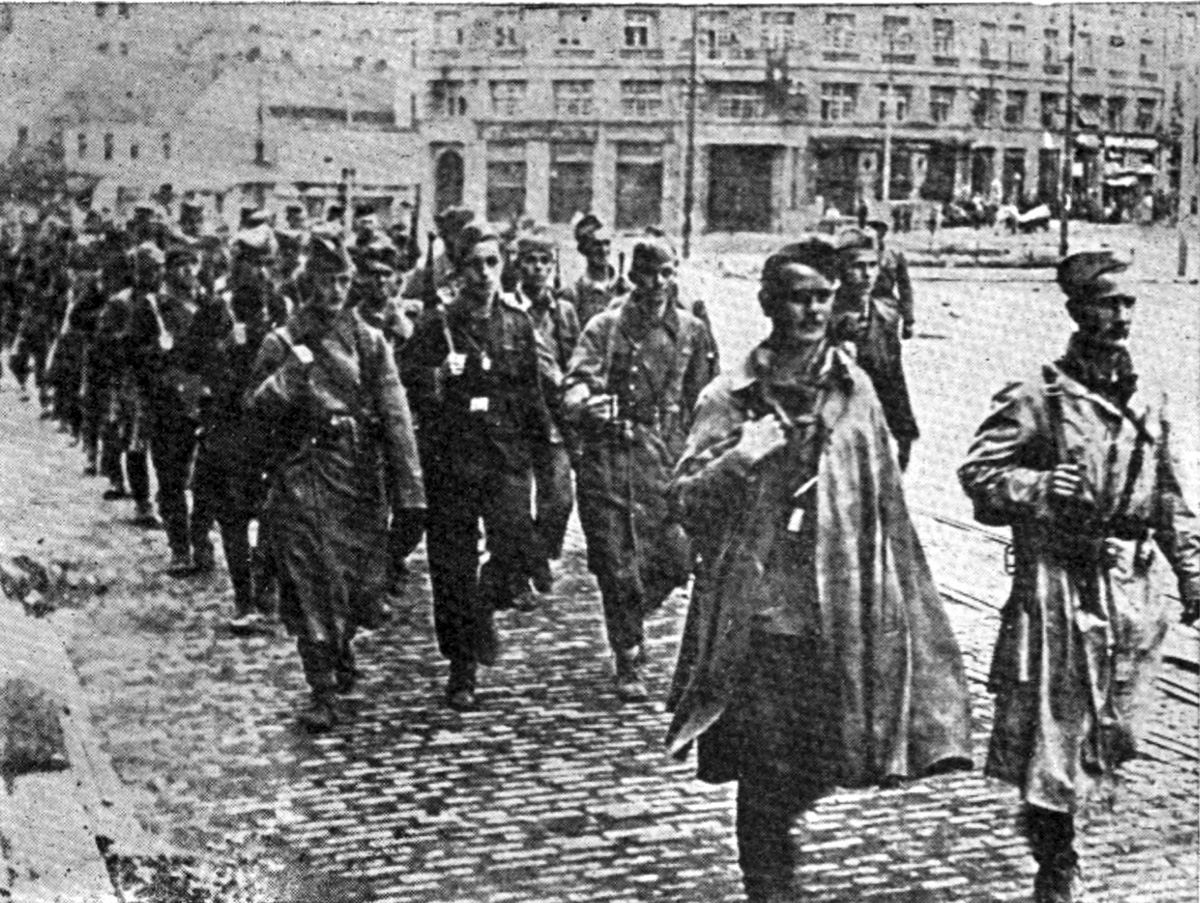
Jugosłowiańscy partyzanci w wyzwolonym Belgradzie, październik 1944 r.

14 października 4 Gwardyjski Korpus Zmechanizowany Armii Czerwonej przedarł się przez opór wroga na południe od Belgradu i zbliżył się bezpośrednio do miasta. Jugosłowianie posuwali się w kierunku Belgradu wzdłuż dróg na południe od rzeki Sawy, podczas gdy Armia Czerwona brała udział w walkach na północnym brzegu. Atak na miasto został opóźniony z powodu zmiany rozmieszczenia sił w celu eliminacji tysięcy żołnierzy niemieckich otoczonych pomiędzy Belgradem a Smederevem na południowym wschodzie. Już w dniu rozpoczęcia szturmu zginął gen. Schneckenburger, dowódca obrony miasta. 20 października Belgrad został całkowicie opanowany przez połączone siły radzieckie i jugosłowiańskie.
Jugosłowiański 13 Korpus we współpracy z 2 Armią bułgarską podążał z południowego wschodu. Byli oni odpowiedzialni za obszar Niszu i Leskovaca oraz za odcięcie głównej trasy ucieczki Grupy Armii E wzdłuż rzek Południowa Morawa i Morawa. Grupa Armii E została przez to zmuszona do trudnego odwrotu przez góry Czarnogóry i Bośni i nie była w stanie ponownie dołączyć do niemieckich jednostek na Węgrzech.
Radziecki 10 Gwardyjski Korpus Strzelecki 46 Armii (2 Front Ukraiński), wraz z jednostkami partyzantów jugosłowiańskich przeprawiających się przez Dunaj, zapewnił większą siłę ofensywną z północnego wschodu przeciwko pozycjom Wehrmachtu w Belgradzie. Oczyścili oni lewy brzeg rzeki Cisa i Dunaju (w Jugosławii) oraz zajęli miasto Pančevo.

## Następstwa
Po zakończeniu operacji belgradzkiej, w listopadzie 57 Armia z 51 Dywizją Jugosłowiańską przejęła przyczółek w Baranji na lewym brzegu Dunaju, powodując ostry kryzys dla niemieckiej obrony. Przyczółek służył jako platforma do masowej koncentracji wojsk 3 Frontu Ukraińskiego przed ofensywą na Budapeszt. 68 Korpus Strzelecki Armii Czerwonej brał udział w bitwach na przyczółku kraljevskim i froncie syrmiańskim do połowy grudnia, a następnie został przeniesiony do Baranji. Grupa Sił Powietrznych Armii Czerwonej „Witruk” zapewniała wsparcie lotnicze na froncie jugosłowiańskim do końca grudnia.
Jugosłowiański 1 Korpus Armijny nadal odpychał siły niemieckie na zachód przez około 100 km aż do Sremu, gdzie Niemcom udało się ustabilizować front w połowie grudnia.
Utraciwszy Belgrad i dolinę Wielkiej Morawy, Grupa Armii E została zmuszona do walki o przejście przez góry Sandżaku i Bośnię, a jej pierwsze jednostki dotarły do Drawy dopiero w połowie lutego 1945 r.

## Upamiętnienie bitwy

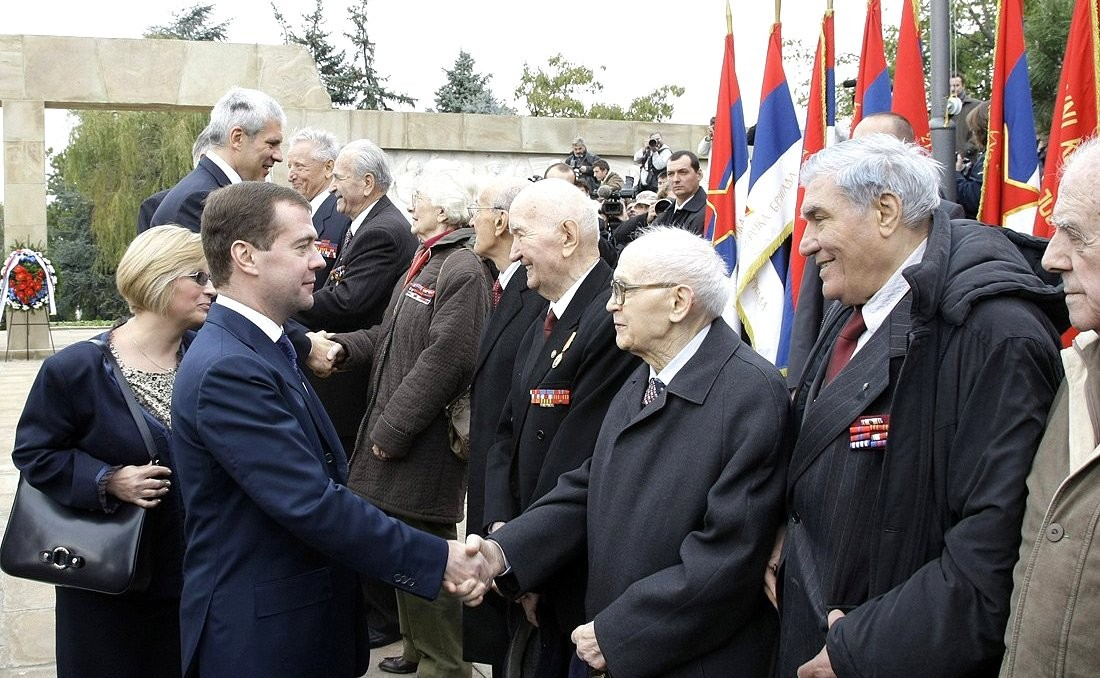
Prezydent Serbii Boris Tadić i prezydent Rosji Dmitrij Miedwiediew w czasie obchodów 65. rocznicy zakończenia operacji belgradzkiej

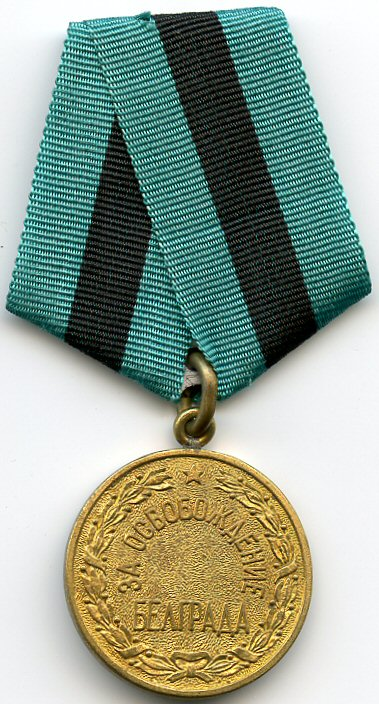
Medal „Za wyzwolenie Belgradu”

19 czerwca 1945 r. dekretem Prezydium Rady Najwyższej ZSRR został ustanowiony medal „Za wyzwolenie Belgradu”. W pierwszą rocznicę zakończenia operacji Jugosłowiańska Armia Ludowa zorganizowała paradę wojskową na Bulwarze Rewolucji (obecnie Bulwar króla Aleksandra) w Belgradzie. Była to jedyna parada upamiętniająca uwolnienie Belgradu spod niemieckiej okupacji zorganizowana w okresie jugosłowiańskim, dlatego że na ogół parady wojskowe w tym państwie organizowano w Święto Pracy lub Dzień Zwycięstwa.
Drugą paradę w rocznicę zakończenia operacji belgradzkiej zorganizowano dopiero 70 lat po bitwie, w 2014 roku, już w niepodległej Republice Serbii, na Bulwarze Nikoli Tesli w Belgradzie, z prezydentem Rosji Władimirem Putinem jako gościem honorowym. Wysocy rangą urzędnicy państwowi co roku składają wieńce od prezydentów Serbii i Rosji pod pomnikiem Wyzwolicieli Belgradu, który zawiera szczątki ponad 3500 partyzantów jugosłowiańskich i żołnierzy Armii Czerwonej poległych podczas ofensywy. W 2019 r. na obchodach 75. rocznicy Rosję reprezentował Dmitrij Miedwiediew jako premier w zastępstwie prezydenta Putina.